# Germaine Laborde
Pour les articles homonymes, voir Laborde.
Germaine Laborde, née le 10 mai 1905 à Oran (Algérie) et morte à une date indéterminée après 1949, est une artiste lyrique française élue Miss France 1929.

## Biographie
Germaine Laborde naît en Algérie d'une mère bordelaise et d'un père basque, au cours d'une tournée que faisaient ses parents, artistes lyriques d'opéra.
On ne lui connaît qu'un seul rôle au cinéma dans un film de René Pujol en 1930, Chacun sa chance, avec Jean Gabin.
Elle abandonne rapidement les plateaux de cinéma et, après des études de chant et de harpe au Conservatoire de Bordeaux, elle poursuit la tradition familiale en entamant une carrière de chanteuse lyrique. En novembre 1931, elle débute au Trianon-Lyrique dans le rôle de Mademoiselle Lange de La Fille de madame Angot.
En juin 1934, Germaine Laborde tient le rôle de la commère dans la revue Viens Poupoule d'Henri Varna, avec Cléo de Mérode, à l'Alcazar de Paris.
En février 1942, on la retrouve au théâtre Saint-Louis à Pau dans l'opéra-comique La Fille de madame Angot de Charles Lecocq au côté de Mado Maurin puis en août suivant, toujours dans la même salle, à l'affiche du Gala de la Chanson Française où elle est présentée comme une divette de la Gaîté-Lyrique.
On perd sa trace après un dernier rôle dans l'opérette viennoise Princesse Czardas représentée au théâtre municipal d'Albi en mai 1949. Elle venait d'avoir 44 ans.

## Élection
Elle fut d'abord élue « la plus belle Basquaise » à Saint-Jean-de-Luz, mais fut disqualifiée car elle n'était pas une « basquaise assez pure ».
Élue Miss Gascogne en 1928, elle est élue Miss France le 2 février 1929 parmi 180 concurrentes réunies dans les locaux du Journal rue de Richelieu à Paris, sous la présidence de Maurice de Waleffe. Elle est la 5e Miss France.

## Marguerite Dufresne, l'autre Miss France 1929
Trois mois avant l'accession de Germaine Laborde au titre de Miss France 1929, Marguerite Dufresne, une danseuse classique âgée de 18 ans, précédemment élue en juillet 1928 Marianne de Paris puis Marianne de la Presse, avait déjà reçu le même titre d'un autre comité présidé par le peintre Kees Van Dongen réuni au Lido le 9 novembre,,.